# Xenasteia palauensis
Xenasteia palauensis är en tvåvingeart som beskrevs av Hardy 1980. Xenasteia palauensis ingår i släktet Xenasteia och familjen Xenasteiidae. Inga underarter finns listade i Catalogue of Life.